# Четверо — это банда
«Четверо — это банда» (англ. Four's a Crowd ) — чёрно-белая романтическая комедия 1938 года.

## Сюжет
Издатель Пат Бакли из-за конфликта с главным редактором Робертом Лансфордом хочет закрыть газету, в которой работает журналистка Джин Кристи. Ландсфорд же собирается заключить выгодную сделку с магнатом Джоном Диллингвеллом и, используя своё служебное положение, помещает в газету хвалебные статьи о Диллингвелле.
Далее он знакомится с дочерью магната по имени Лорри и выясняет, что девушка помолвлена с Бакли. Преследуя свои цели, Лансфорд завоевывает расположение Лорри, а Кристи тем временем очаровывает Бакли. Но в итоге личные интересы уступают место любви, а Кристи и Лансфорд влюбляются друг в друга.

## В ролях
- Эррол Флинн — Роберт Кенсингтон Лансфорд
- Оливия де Хэвилленд — Лорри Диллингвелл
- Розалинд Расселл — Джин Кристи
- Патрик Ноулз — Паттерсон Бакли
- Кэрол Лэндис — Миртл
- Мелвилл Купер — Бингем, дворецкий